# Albert Benz (componist)
Albert Benz (Marbach (Kanton Luzern), 10 september 1927 – Luzern, 22 maart 1988) was een Zwitsers componist, muziekpedagoog en dirigent.

## Levensloop
Reeds als klein jongetje kwam hij in contact met de muziek, omdat hij les voor trompet, klarinet en piano kreeg. Hij was lid van de Feldmusik (harmonieorkest) Marbach. Hij studeerde aan de lerarenopleiding in Hitzkirch. Van 1948 tot 1954 was hij leraar in Neudorf, Zwitserland. Hij kwam opnieuw in direct contact met harmonieorkesten tijdens zijn militaire opleiding, eerst in de Rekrutenschule en aansluitend in de Unteroffiziersschule. Met de studies van de instrumentatie bij Otto Zurmühle voltooide hij zijn compositorische vakbekwaamheid. 
In 1954 vertrok hij naar Luzern en begon daar meteen zijn studie aan het conservatorium in de vakken muziektheorie, harmonieleer, contrapunt en partituurspel bij Albert Jenny, vormleer, muziekhistorie, literatuurkunde en dirigeren bij Max Sturzenegger, solfège bij G. Güldenstein en piano bij Helene Peter, waar hij 1958 met het diploma als leraar voor muziektheorie afstudeerde.
Van 1953 tot 1974 was hij dirigent van de Feldmusik Marbach. 
In 1962 werd hij dirigent van de Stadtmusik Luzern. In hetzelfde jaar doceerde hij aan het conservatorium instrumentatie en HaFa-directie. Tot inspecteur van alle militaire orkesten en tot dirigent van het Schweizer Armeespiel werd hij 1977 beroepen.
Compositorisch heeft hij en aanzienlijk oeuvre voor harmonieorkesten achterlaten.

## Composities

### Werken voor harmonieorkest
- 1958 Preludio alla Scherzo
- 1959 Larghetto pastorale
- 1960 Sinfonischer Satz
- 1961 Usem Eigetal
- 1961 La Terrazza voor twee trompetten en harmonieorkest
- 1962 Fest im Dorfe suite
- 1962 Heitere ouverture
- 1962 Fest-Fanfare
- 1962 Zitadelle ouverture
- 1963 Drei Clowns voor twee trompetten, trombone en harmonieorkest
- 1964 Einzug der Urschweizer
- 1964 Simelibärg fantasie over het oude en het nieuwe Guggisberger lied
- 1964 Klingende Fahrt romantische ouverture
- 1965 Burleske
- 1965 Morgenlied
- 1965 Parsenn ouverture
- 1965 Intrada
- 1967 Berner Rhapsodie
- 1967 Intrada solenne
- 1967 Lob und Dank
- 1967 Schweizerlieder-Fantasie
- 1967 Sonata breve
- 1968 Red River Voorspeel tot een film over het wilde westen
- 1968 Konzert für Klarinette und Blasorchester
- 1969 Herbstimpressionen
- 1970 Little Blues
- 1970 Marionettenspiel ouverture
- 1971 Der Landvogt von Greifensee suite
- 1973 Bergfahrt Suite
- 1973 Rondo für Brass-Band
- 1973 Trompeters Morgenritt variaties voor trompet en harmonieorkest
- 1973 Vorspiel und Fuge im Barockstil
- 1974 Vier Miniaturen für Alphorn und Blasorchester
- 1975 Nostalgische ouverture
- 1975 Fantasia Ticinese
- 1976 Aentlibuecher Polka voor twee sopraan en twee tenorblazers en harmonieorkest
- 1977 Meditationen für Euphonium und Brass-Band
- 1977 Transformationen
- 1978 Die schwarze Spinne voor brassband
- 1978 Aentlibuecher Chuereihe
- 1978 Jubiläumsmusik
- 1978 Makkie Messer-Parade variaties over de moritat uit de Dreigroschenopera van Kurt Weill
- 1978 Wunderbarer König
- 1979 Finnlandreise
- 1979 Toccata
- 1983 Suite Vaudoise
- 1984 Fantasie serena
- 1984 Romooser Sonntag suite
- 1984 Variationen über ein altes Schweizerlied voor brassband
- 1985 Heimkehr elegische mars
- 1985 Ländler voor brassband
- 1985 Symphonischer Samba
- 1986 Ballade voor trombone en harmonieorkest
- 1986 Masken/Masques
- 1986 Schwarzenegg Ländler
- 1987 Meggen concertouverture
- 1987 Va(le)rianten voor eufonium en harmonieorkest
- 1988 Nidwalden 1798
- Volkstänze für Blasorchester und Soloquartett
  1. Ländler
  2. Polka
  3. Schottisch

## Prijzen en onderscheidingen
- 1971 Stephan-Jaeggi-Preis
- 1973 Kompositionspreis Crissier

## Publicaties
- Sales Kleeb: Albert Benz, ein Leben für die Blasmusik, Atlantis-Buchverl., Zürich, 1990, ISBN 3-254-00165-6 (met een thematisch werklijst)

- Gemeinsame Normdatei: 118996231
- Historisch woordenboek van Zwitserland: 026944
- International Standard Name Identifier: 0000 0000 2881 8796
- Library of Congress Control Number: n91080324
- Nederlandse Thesaurus van Auteursnamen: 297196626
- Virtual International Authority File: 37716986
- WorldCat: E39PBJfx9JX4HJ3pDJX8DBRBT3